# Quattro Giorni di Dunkerque 1977
La Quattro Giorni di Dunkerque 1977, ventitreesima edizione della corsa, si svolse dall'11 al 15 maggio su un percorso di 881 km ripartiti in 5 tappe (la quinta suddivisa in due semitappe), con partenza e arrivo a Dunkerque. Fu vinta dall'olandese Gerrie Knetemann della Ti-Raleigh davanti ai belgi Jos Jacobs e Jean-Luc Vandenbroucke.

## Tappe
| Tappa  | Data      | Percorso                                    | km   | Vincitore di tappa       | Leader cl. generale |
| ------ | --------- | ------------------------------------------- | ---- | ------------------------ | ------------------- |
| 1ª     | 11 maggio | Dunkerque > Grande-Synthe                   | 173  | Jos Jacobs               | Jos Jacobs          |
| 2ª     | 12 maggio | Aire-sur-la-Lys > San Quintino              | 192  | Willy Planckaert         | Jos Jacobs          |
| 3ª     | 13 maggio | San Quintino > Saint-Amand-les-Eaux         | 187  | Walter Godefroot         | Jos Jacobs          |
| 4ª     | 14 maggio | Saint-Amand-les-Eaux > Saint-Amand-les-Eaux | 198  | Jean-Pierre Danguillaume | Jos Jacobs          |
| 5ª-1ª  | 15 maggio | Poperinge > Dunkerque                       | 119  | Walter Planckaert        |                     |
| 5ª-2ª  | 15 maggio | Dunkerque > Dunkerque (cron. individuale)   | 12,4 | Roy Schuiten             | Gerrie Knetemann    |
| Totale | Totale    | Totale                                      | 881  |                          |                     |

## Dettagli delle tappe

### 1ª tappa
- 11 maggio: Dunkerque > Grande-Synthe – 173 km

| Pos. | Corridore        | Squadra    | Tempo    |
| ---- | ---------------- | ---------- | -------- |
| 1    | Jos Jacobs       | Ijsboerke  | 4h20'27" |
| 2    | Gerrie Knetemann | Ti-Raleigh | s.t.     |
| 3    | Aldo Parecchini  | Brooklyn   | s.t.     |

| Pos. | Corridore  | Squadra   | Tempo |
| ---- | ---------- | --------- | ----- |
| 1    | Jos Jacobs | Ijsboerke |       |

### 2ª tappa
- 12 maggio: Aire-sur-la-Lys > San Quintino – 192 km

| Pos. | Corridore         | Squadra   | Tempo    |
| ---- | ----------------- | --------- | -------- |
| 1    | Willy Planckaert  | Maes Pils | 4h54'37" |
| 2    | Yvon Bertin       | Miko      | s.t.     |
| 3    | Jacques Esclassan | Peugeot   | s.t.     |

| Pos. | Corridore  | Squadra   | Tempo |
| ---- | ---------- | --------- | ----- |
| 1    | Jos Jacobs | Ijsboerke |       |

### 3ª tappa
- 13 maggio: San Quintino > Saint-Amand-les-Eaux – 187 km

| Pos. | Corridore                | Squadra    | Tempo    |
| ---- | ------------------------ | ---------- | -------- |
| 1    | Walter Godefroot         | Ijsboerke  | 4h43'22" |
| 2    | Jean-Pierre Danguillaume | Peugeot    | s.t.     |
| 3    | Piet van Katwijk         | Ti-Raleigh | s.t.     |

| Pos. | Corridore  | Squadra   | Tempo |
| ---- | ---------- | --------- | ----- |
| 1    | Jos Jacobs | Ijsboerke |       |

### 4ª tappa
- 14 maggio: Saint-Amand-les-Eaux > Saint-Amand-les-Eaux – 198 km

| Pos. | Corridore                | Squadra   | Tempo    |
| ---- | ------------------------ | --------- | -------- |
| 1    | Jean-Pierre Danguillaume | Peugeot   | 5h29'01" |
| 2    | Jos Jacobs               | Ijsboerke | s.t.     |
| 3    | Ronald De Witte          | Brooklyn  | s.t.     |

| Pos. | Corridore  | Squadra   | Tempo |
| ---- | ---------- | --------- | ----- |
| 1    | Jos Jacobs | Ijsboerke |       |

### 5ª tappa - 1ª semitappa
- 15 maggio: Poperinge > Dunkerque – 119 km

| Pos. | Corridore         | Squadra   | Tempo    |
| ---- | ----------------- | --------- | -------- |
| 1    | Walter Planckaert | Maes Pils | 2h39'54" |
| 2    | Willy Planckaert  | Maes Pils | s.t.     |
| 3    | Jos Jacobs        | Ijsboerke | s.t.     |

| Pos. | Corridore | Squadra | Tempo |
| ---- | --------- | ------- | ----- |

### 5ª tappa - 2ª semitappa
- 15 maggio: Dunkerque > Dunkerque (cron. individuale) – 12,4 km

| Pos. | Corridore        | Squadra    | Tempo  |
| ---- | ---------------- | ---------- | ------ |
| 1    | Roy Schuiten     | Lejeune-BP | 15'42" |
| 2    | Dietrich Thurau  | Ti-Raleigh | a 6"   |
| 3    | Gerrie Knetemann | Ti-Raleigh | a 15"  |

| Pos. | Corridore              | Squadra    | Tempo     |
| ---- | ---------------------- | ---------- | --------- |
| 1    | Gerrie Knetemann       | Ti-Raleigh | 22h22'54" |
| 2    | Jos Jacobs             | Ijsboerke  | a 8"      |
| 3    | Jean-Luc Vandenbroucke | Peugeot    | a 33"     |

## Classifiche finali

### Classifica generale
| Pos. | Corridore                | Squadra               | Tempo     |
| ---- | ------------------------ | --------------------- | --------- |
| 1    | Gerrie Knetemann         | Ti-Raleigh            | 22h22'54" |
| 2    | Jos Jacobs               | Ijsboerke-Colnago     | a 8"      |
| 3    | Jean-Luc Vandenbroucke   | Peugeot-Esso-Michelin | a 33"     |
| 4    | Dietrich Thurau          | Ti-Raleigh            | a 1'57"   |
| 5    | Jean-Pierre Danguillaume | Peugeot-Esso-Michelin | a 33"     |
| 6    | André Dierickx           | Maes Pils-Mini-Flat   | a 2'25"   |
| 7    | Ludo Peeters             | Ijsboerke-Colnago     | a 2'57"   |
| 8    | Hennie Kuiper            | Ti-Raleigh            | a 3'31"   |
| 9    | Herman Van Springel      | Ijsboerke-Colnago     | a 5'08"   |
| 10   | Franky De Gendt          | Ijsboerke-Colnago     | a 6'06"   |